# Xã Miltona, Quận Douglas, Minnesota
Xã Miltona (tiếng Anh: Miltona Township) là một xã thuộc quận Douglas, tiểu bang Minnesota, Hoa Kỳ. Năm 2010, dân số của xã này là 806 người.